# Cilicisches Schneeglöckchen
Das Cilicische Schneeglöckchen (Galanthus cilicicus) ist eine Pflanzenart aus der Gattung der Schneeglöckchen (Galanthus) in der Familie der Amaryllisgewächse (Amaryllidaceae).

## Merkmale
Das Cilicische Schneeglöckchen ist eine ausdauernde krautige Pflanze, die Wuchshöhen von 10 bis 18 Zentimeter erreicht. Dieser Geophyt bildet eine Zwiebel als Überdauerungsorgan aus.
Die Laubblätter messen zur Blütezeit (7) 11 bis 15 × 0,5 bis 0,7 Zentimeter. Die äußeren Blütenhüllblätter messen 1,8 bis 2,2 × 0,6 bis 1 Zentimeter, die inneren 0,9 bis 1,1 × 0,4 Zentimeter.
Die Blütezeit reicht von November bis Januar.
Die Chromosomenzahl beträgt 2n = 24, selten 36.

## Vorkommen
Das Cilicische Schneeglöckchen kommt in der Süd-Türkei in der Provinz Mersin zwischen Gras und Sträuchern auf Kalkfelsen in Höhenlagen von ungefähr 500 Meter vor.

## Nutzung
Das Cilicische Schneeglöckchen wird als Zierpflanze höchstens als Liebhaberpflanze kultiviert. Es ist seit ungefähr 1990 in Kultur.

## Inhaltsstoffe
Bei einer phytochemischen Untersuchung von Galanthus cilicicus konnten 20 Alkaloide nachgewiesen werden. In den oberirdischen Teilen der Pflanze waren Haemanthamin und Tazettin die Hauptalkaloide, in den unterirdischen dagegen Galanthamin und Tazettin.

## Synonyme
Für Galanthus cilicicus wird manchmal das Synonym Galanthus nivalis subsp. cilicicus (Baker) Gottl.-Tann. benutzt, eine nähere Verwandtschaft zu Galanthus nivalis besteht aber nicht.